# Frida Danielsson
Alfrida "Frida" Charlotta Danielsson, född Samuelsson 23 november 1873 i Horns församling, Östergötlands län, död 12 januari 1912 i Norrköpings Östra Eneby församling, Östergötlands län , var en svensk rösträttsaktivist. 
Hon var verksam i kampanjen för införandet av kvinnlig rösträtt i Sverige och ordförande för Föreningen för kvinnans politiska rösträtt i Norrköping 1908–1910.